# Studebaker Coupe Express
Studebaker Coupe Express a fost un camion produs de Studebaker din 1937 până în 1939. Aproximativ 5.000 de unități au fost produse și vândute în întreaga lume, dar nu a fost foarte popular în Statele Unite și a fost înlocuit în cele din urmă cu camionul Studebaker M-Series.

## Istoric
Coupe Express a folosit cadrul autoturismului Dictator, trenul de rulare și tabla frontală. S-a făcut o nouă ștanțare a caroseriei pentru a forma cabina din spate. [Citație necesară] A fost construită o cutie de preluare din oțel pentru modelele de preluare. Modelul a fost vândut sub formă de cabină și șasiu, cu aripile spate atașate, astfel încât o cutie de service ar putea fi fabricată de utilizatorul final (cum ar fi un instalator sau un depozit).
Camionul a fost propulsat de cele mai mari motoare cu șase cilindri cu cap cilindric L ale lui Studebaker și cuplat la o transmisie manuală cu 3 trepte. Studebaker a oferit ca opțiune o transmisie Borg-Warner cu 3 trepte, cu overdrive. [Citație necesară] Alte opțiuni incluse, un radio, încălzitor, fereastră glisantă din spate și indicatoare de viraj. Au fost disponibile două opțiuni pentru roți, inclusiv o roată cu disc din oțel ștanțat și o roată cu spiță „de artilerie” din oțel ștanțată.
Producția pentru anul model 1937 a fost de aproximativ 3.000 de unități.